# 일룩스테시

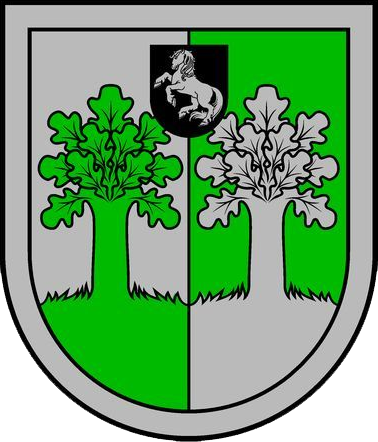
시 문장

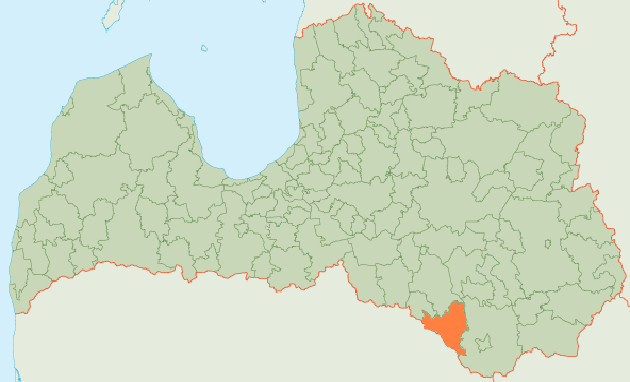
일룩스테 시의 위치

일룩스테시(라트비아어: Ilūkstes novads)는 라트비아의 지방 자치체로 행정 중심지는 일룩스테이며 면적은 647.9km2, 인구는 9,231명(2009년 기준), 인구 밀도는 14명/km2이다. 2개 도시, 6개 교구를 관할한다.

## 같이 보기
- 라트비아의 행정 구역